# Ride the Lightning
Ride the Lightning és el segon àlbum del grup de thrash metal Metallica. Va ser publicat el 30 de juliol de 1984 pel segell independent Megaforce Records i va ser reeditat per Elektra Records el 19 de novembre de 1984. El títol de l'àlbum fou extret d'un passatge de la novel·la The Stand de Stephen King. Se n'han venut 6 milions de còpies només als Estats Units sent certificat amb sis discs de platí per la RIAA.

## Informació
El seu àlbum de debut Kill 'Em All fou vist com el naixement del thrash metal, subgènere del heavy metal amb riffs més enèrgics i percussió més intensa. Just després de la gira promocional d'aquest treball, Metallica va començar compondre nou material durant la tardor. Durant aquesta època, el líder James Hetfield se sentia incòmode com a cantant del grup i li van oferir el lloc a John Bush, cantant d'Armored Saint, però va declinar l'oferiment perquè la seva banda ja funcionava en aquella època. Les sessions d'enregistrament van començar al febrer de 1984 als Sweet Silence Studios de Copenhague (Dinamarca) amb la producció Flemming Rasmussen. Lars Ulrich va escollir Rasmussen pel seu treball en l'àlbum Rainbow's Difficult de The Cure (1981) i estaven entusiasmats de fer les gravacions a Europa. La banda dormia a l'estudi durant el dia i feien les gravacions a la nit. L'enregistrament es feu força a correcuita perquè en menys d'un mes ja tenien programats diversos concerts a Europa.
El cost final fou superior al pressupost inicial i unit als problemes econòmics de Megaforce, el segell europeu Music for Nations hagué de pagar els costos de gravació. La banda no estigué gaire contenta amb la poca promoció per part de Megaforce i començaren els problemes amb Zazula, propietari de Megaforce. L'àlbum es va publicar el 27 de juliol de 1984, i al setembre ja van signar amb un segell més important, Elektra Records, que va rellançar l'àlbum el 19 de novembre del mateix any. Fou el darrer treball de Metallica on el guitarrista Dave Mustaine va contribuir com a compositor, però també fou el primer on Kirk Hammett va aparèixer com a compositor.
La portada del disc mostra una cadira elèctrica entre llamps, i ja fou escollida abans de les gravacions.
El disc Ride the Lightning és alabat tot sovint pels fans com un clàssic del thrash metal, i un pont vital entre els discs Kill 'Em All i Master of Puppets, empenyent el thrash metal cap a la maduració que assoliria amb Master of Puppets i ...And Justice for All. Ride the Lightning manté la velocitat de Kill 'Em All en cançons com "Trapped Under Ice" i "Fight Fire with Fire", però també conté la primera de les pistes més llargues i més arranjades simfònicament de Metallica, com per exemple: "Fade to Black" i la instrumental de quasi 9 minuts "The Call of Ktulu" que tanca el disc. És un dels pocs treballs que pot ser considerat encantador i potent alhora, destacant també la gran interpretació vocal de Hetfield.
Ride the Lightning va assolir el número 3 en una llista creada per metal-rules.com dels 100 millors discs de metal de tots els tempsArxivat 2017-11-30 a Wayback Machine. i el número 5 segons IGN Music en la llista dels 25 millors discs de metal Arxivat 2016-01-11 a Wayback Machine..
Per promocionar el disc, Metallica va iniciar la gira Bang That Head That Doesn't Bang a Europa el novembre de 1984 amb la banda Tank de suport. Van acabar l'etapa europea de la gira al Nadal, i llavors van continuar als Estats Units fins al maig. Durant els dos mesos següents van estar treballant en el seu proper treball, Master of Puppets, perquè ja tenien previst el seu enregistrament pel setembre. A l'estiu van participar en diversos festivals a Anglaterra, Estats Units o Alemanya, davant de molts seguidors.
"Creeping Death" va ser versionada pel grup de metalcore gal·lès Bullet for My Valentine i pel grup alternatiu Drowning Pool.

## Llista de cançons
Totes les lletres escrites per James Hetfield a excepció de «Creeping Death», per Hetfield i Kirk Hammett. 
| Núm.          | Títol                     | Música                             | Durada |
| ------------- | ------------------------- | ---------------------------------- | ------ |
| 1.            | «Fight Fire with Fire»    | Hetfield, Ulrich, Burton           | 4:45   |
| 2.            | «Ride the Lightning»      | Hetfield, Ulrich, Burton, Mustaine | 6:37   |
| 3.            | «For Whom the Bell Tolls» | Hetfield, Ulrich, Burton           | 5:10   |
| 4.            | «Fade to Black»           | Hetfield, Ulrich, Burton, Hammett  | 6:57   |
| 5.            | «Trapped Under Ice»       | Hetfield, Ulrich, Hammett          | 4:04   |
| 6.            | «Escape»                  | Hetfield, Ulrich, Hammett          | 4:24   |
| 7.            | «Creeping Death»          | Hetfield, Ulrich, Burton, Hammett  | 6:36   |
| 8.            | «The Call of Ktulu»       | Hetfield, Ulrich, Burton, Mustaine | 8:54   |
| Durada total: | Durada total:             | Durada total:                      | 47:23  |

| 9.            | «For Whom the Bell Tolls» (Directe a Seattle, 1989) | 5:34  |
| 10.           | «Creeping Death» (Directe a Seattle, 1989)          | 8:12  |
| Durada total: | Durada total:                                       | 61:09 |

- «Ride the Lightning» i «The Call of Ktulu» van ser les últimes cançons de Metallica que duen el nom de Dave Mustaine als crèdits.

## Posicions en llista
| Llista          | Posició | Certificacions |
| --------------- | ------- | -------------- |
| Austràlia       | 38      | 1x Platí       |
| Estats Units    | 100     | 6x Platí       |
| França          | 126     |                |
| Itàlia          | 66      |                |
| UK Albums Chart | 87      | 1x Or          |

## Personal
Crèdits obtinguts de les notes de l'àlbum.

### Metallica
- James Hetfield – cantant, guitarra rítmica; guitarra acustica ("Fade to Black")
- Kirk Hammett – guitarra principal, veus addicionals ("Ride the Lightning", "Trapped Under Ice")
- Cliff Burton – baix, veus addicionals ("Fight Fire with Fire", "Ride the Lightning", "Trapped Under Ice", "Escape", "Creeping Death")
- Lars Ulrich – bateria, veus addicionals ("Ride the Lightning")

### Producció
- Flemming Rasmussen – producció musical, enginyeria
- Metallica – producció musical, portada
- Mark Whitaker – producció
- Tom Coyne, Frankford Wayne – masterització (publicació Megaforce)
- Bob Ludwig – masterització (publicació Elektra)
- George Marino – remasterització (1995)
- Mike Gillies – mescles del rellançament digital
- Q–Prime Inc. – direcció
- Michael Alago – coordinació A&R
- Peter Paterno – representació legal
- Marsha Vlasic, Neil Warnock – booking agents for The Agency Group
- AD Artists – disseny portada
- Fin Costello, Anthony D. Somella, Robert Hoetink, Pete Cronin, Rick Brackett, Harold Oimen – fotografia